# Ryszard Mankiewicz
Ryszard Mankiewicz (Poznan, 8 de agosto de 1937 - Poznan, 4 de agosto de 2015) fue un piloto de motociclismo polaco, que compitió en el Campeonato del Mundo de Motociclismo entre 1968 y 1977.
Comenzó su carrera de motociclista a los 18 años y se proclamó campeón de Polonia de motociclismo en siete ocasiones en diferentes cilindradas. Su mejor año fue en 1969 cuando acabó en séptimo lugar en la general de 125 cc del Mundial y donde obtuvo su único podio en el Gran Premio de Yugoslavia. Cuando se retiró, se dedicó a su empresa Marex Motor.

## Resultados en el Campeonato del Mundo
Sistema de puntuación desde 1950 hasta 1968:
| Posición | 1.º | 2.º | 3.º | 4.º | 5.º | 6.º |
| Puntos   | 8   | 6   | 4   | 3   | 2   | 1   |

Sistema de puntuación desde 1969 hasta 1987:
| Posición | 1.º | 2.º | 3.º | 4.º | 5.º | 6.º | 7.º | 8.º | 9.º | 10.º |
| Puntos   | 15  | 12  | 10  | 8   | 6   | 5   | 4   | 3   | 2   | 1    |

### Carreras por año
(Carreras en negrita indica pole position; Carreras en cursiva indica vuelta rápida)
| Año  | Cat.   | Moto     | 1       | 2      | 3       | 4       | 5      | 6      | 7       | 8       | 9       | 10      | 11     | 12     | 13    | Pts. | Pos. |
| ---- | ------ | -------- | ------- | ------ | ------- | ------- | ------ | ------ | ------- | ------- | ------- | ------- | ------ | ------ | ----- | ---- | ---- |
| 1967 | 125 cc | MZ       | ESP -   | GER -  | FRA -   | IOM -   | NED -  |        | DDR -   | CZE 9   | FIN -   | ULS -   | NAT -  | CAN -  | JPN - | 0    | -    |
| 1968 | 125cc  | MZ       | GER -   | ESP -  | IOM -   | NED -   | BEL -  | RDA -  | CZE 9   | FIN -   | ULS -   | NAT -   |        |        |       | 0    | -    |
| 1969 | 125cc  | MZ       | ESP -   | GER 8  | FRA -   | IOM -   | NED -  | BEL -  | RDA 4   | CZE -   | FIN -   |         | NAT 5  | YUG 3  |       | 27   | 7.º  |
| 1970 | 50cc   | Kreidler | GER -   | FRA -  | YUG -   |         | NED -  | BEL -  | RFA 6   | CZE -   |         | ULS -   | NAT 9  | ESP -  |       | 4    | 25.º |
| 1970 | 125cc  | MZ       | GER Ret | FRA 16 | YUG -   | IOM -   | NED -  | BEL 8  | RDA -   | CZE 17  | FIN -   |         | NAT 8  | ESP -  |       | 6    | 30.º |
| 1971 | 50cc   | Kreidler | AUT -   | GER 11 |         | NED 9   | BEL 9  | RDA -  | CZE 8   | SWE Ret |         |         | NAT 10 | ESP -  |       | 8    | 22.º |
| 1971 | 125cc  | MZ       | AUT 16  | GER -  | IOM -   | NED 12  | BEL 12 | RDA 12 | CZE 8   | SWE 15  | FIN 8   |         | NAT 16 | ESP -  |       | 6    | 19.º |
| 1972 | 50cc   | Kreidler | GER 13  |        |         | NAT 11  |        | YUG -  | NED 15  | BEL Ret | RDA -   |         | SWE -  | [      | ESP - | 0    | -    |
| 1972 | 125cc  | MZ       | GER -   | FRA -  | AUT -   | NAT 12  | IOM -  | YUG 7  | NED -   | BEL 10  | RDA 7   | CZE -   | SWE 10 | FIN -  | ESP - | 10   | 18.º |
| 1973 | 125cc  | MZ       | FRA -   | AUT -  | GER Ret | NAT Ret | IOM -  | YUG -  | NED 6   | BEL 5   | CZE Ret | SWE Ret | FIN 9  | ESP -  |       | 13   | 15.º |
| 1973 | 250cc  | Yamaha   | FRA -   | AUT 16 | GER 14  |         | IOM -  | YUG 14 | NED Ret | BEL -   | CZE 16  | SWE DNQ | FIN 13 | ESP -  |       | 0    | -    |
| 1977 | 250cc  | Yamaha   | VEN -   |        | GER -   | NAT -   | ESP -  | FRA -  | YUG -   | NED -   | BEL -   | SWE -   | FIN -  | CZE 21 | GBR - | 0    | -    |